# Źródła (województwo kujawsko-pomorskie)
Źródła – wieś w Polsce położona w województwie kujawsko-pomorskim, w powiecie lipnowskim, w gminie Tłuchowo.

## Podział administracyjny
W latach 1975–1998 miejscowość należała administracyjnie do województwa włocławskiego.

## Demografia
Według Narodowego Spisu Powszechnego (III 2011 r.) liczyła 191 mieszkańców. Jest dziesiątą co do wielkości miejscowością gminy Tłuchowo.